# Івашківці (Берестовицький район)
Івашківці (біл. Івашкаўцы) — село в складі Берестовицького району Гродненської області, Білорусь. Село підпорядковане Берестовицькій сільській раді, розташоване у західній частині області.